# Гулспонг
Гулспонг (на шведски: Gullspång) е малък град в южната част на Швеция, лен Вестра Йоталанд. Заедно с град Хува е главен административен център на едноименната община Гулспонг. Разположен е на около 5 km от източния бряг на езерото Венерн. Намира се на около 220 km на югозапад от столицата Стокхолм и на около 200 km на североизток от центъра на лена Гьотеборг. Има жп гара. Населението на града е 1579 души (31 декември 2023).

## Личности
- Улоф Мелбери (р. 1977), шведски футболист-национал